# 조지 (헤이안 시대)
조지(長治, ちょうじ)는 일본의 연호(元号) 중 하나이다.
- 전후 : 고와(康和) 이후 - 가쇼(嘉承) 이전.
- 시기 : 1104년 ~ 1105년
- 천황 : 호리카와 천황

## 개원(改元)
- 고와 6년 2월 10일(율리우스력 1104년 3월 8일), 천변에 의해 개원.
- 조지 3년 4월 9일(율리우스력 1106년 5월 13일), 가쇼으로 개원된다.

## 출전
『한서』의 「建久安之勢、成長治之業」.

## 서력과의 대조표
| 조지 | 원년   | 2년    | 3년    |
| ---- | ------ | ------ | ------ |
| 서력 | 1104년 | 1105년 | 1106년 |
| 간지 | 갑신   | 을유   | 병술   |

## 같이 보기
- 일본의 연호 일람

| 이전 고와 | 일본의 연호 1104년 ~ 1106년 | 다음 가쇼 |